# برنارد لوید
برنارد لوید (انگلیسی: Bernard Lloyd؛ ‏ ۳۰ ژانویهٔ ۱۹۳۴ – ۱۲ دسامبر ۲۰۱۸) بازیگر اهل بریتانیا بود.
از فیلم‌ها یا مجموعه‌های تلویزیونی که وی در آن‌ها نقش داشته‌است، می‌توان به پوآرو و ویکتوریای جوان اشاره نمود.